# 수월초등학교
수월초등학교는 대한민국 경상남도 거제시에 있는 공립 초등학교이다.

## 학교 연혁
- 1939년 5월 30일: 설립인가
- 1939년 7월 5일: 수월간이학교 개교
- 1944년 4월 15일: 수월국민학교 승격
- 1951년 1월 20일: 휴교 (포로수용소 설치)
- 1952년 11월 1일: 개학 (주민 수용소 내)
- 1955년 4월 1일: 복교 (포로 철수, 주민 귀향)
- 1963년 6월 22일: 현 위치로 이전
- 1983년 12월 7일: 구 교사 철거, 본교 교사 신축
- 1992년 3월 10일: 병설 유치원 개원
- 1996년 3월 1일: 수월초등학교로 개명
- 2013년 7월 17일: 다목적강당 '해오름' 개원

## 참고 자료
- 수월초등학교 - 한국교육학술정보원 학교알리미